# Wereldvoetballer van het jaar
Wereldvoetballer van het jaar (officieel: FIFA World Player of the Year) was een trofee die de FIFA jaarlijks uitreikte aan de beste mannelijke en vrouwelijke voetballer van het voorbije jaar. Winnaar werd hij/zij die de meeste stemmen achter zijn naam kreeg; de stemmen werden uitgebracht door de bondscoaches en aanvoerders van de nationale ploegen van over de hele wereld. Op 5 juli 2010 werd bekend dat de FIFA en France Football hadden besloten om de handen ineen te slaan. De Gouden Bal en de Wereldvoetballer van het jaar werden samengesmolten tot één prijs voor de beste voetballer van het jaar. De nieuw ontstane FIFA Ballon d'Or werd vanaf 2010 uitgereikt. Nadat deze samenwerking na 2015 beëindigd werd, organiseert de FIFA de The Best FIFA Football Awards.

## Mannelijke winnaars

### Overzicht van de winnaars
| 1991                                                                              | Lothar Matthäus   | Duitsland  | Internazionale                |
| 1992                                                                              | Marco van Basten  | Nederland  | AC Milan                      |
| 1993                                                                              | Roberto Baggio    | Italië     | Juventus                      |
| 1994                                                                              | Romario           | Brazilië   | FC Barcelona                  |
| 1995                                                                              | George Weah       | Liberia    | Paris Saint-Germain, AC Milan |
| 1996                                                                              | Ronaldo           | Brazilië   | PSV, FC Barcelona             |
| 1997                                                                              | Ronaldo           | Brazilië   | FC Barcelona, Internazionale  |
| 1998                                                                              | Zinédine Zidane   | Frankrijk  | Juventus                      |
| 1999                                                                              | Rivaldo           | Brazilië   | FC Barcelona                  |
| 2000                                                                              | Zinédine Zidane   | Frankrijk  | Juventus                      |
| 2001                                                                              | Luís Figo         | Portugal   | Real Madrid                   |
| 2002                                                                              | Ronaldo           | Brazilië   | Internazionale, Real Madrid   |
| 2003                                                                              | Zinédine Zidane   | Frankrijk  | Real Madrid                   |
| 2004                                                                              | Ronaldinho        | Brazilië   | FC Barcelona                  |
| 2005                                                                              | Ronaldinho        | Brazilië   | FC Barcelona                  |
| 2006                                                                              | Fabio Cannavaro   | Italië     | Real Madrid, Juventus         |
| 2007                                                                              | Kaká              | Brazilië   | AC Milan                      |
| 2008                                                                              | Cristiano Ronaldo | Portugal   | Manchester United             |
| 2009                                                                              | Lionel Messi      | Argentinië | FC Barcelona                  |
| Vanaf 2010 kreeg de beste voetballer van de wereld de FIFA Ballon d'Or uitgereikt |                   |            |                               |

### Ranglijst winnaars
| Nr. | Winnaar           | Land       | Aantal |
| --- | ----------------- | ---------- | ------ |
| 1   | Ronaldo           | Brazilië   | 3      |
| 1   | Zinédine Zidane   | Frankrijk  | 3      |
| 3   | Ronaldinho        | Brazilië   | 2      |
| 4   | Lothar Matthäus   | Duitsland  | 1      |
| 4   | Marco van Basten  | Nederland  | 1      |
| 4   | Roberto Baggio    | Italië     | 1      |
| 4   | Romario           | Brazilië   | 1      |
| 4   | Rivaldo           | Brazilië   | 1      |
| 4   | George Weah       | Liberia    | 1      |
| 4   | Cristiano Ronaldo | Portugal   | 1      |
| 4   | Luís Figo         | Portugal   | 1      |
| 4   | Fabio Cannavaro   | Italië     | 1      |
| 4   | Kaká              | Brazilië   | 1      |
| 4   | Lionel Messi      | Argentinië | 1      |

### Ranglijst winnaars naar land
| Nr. | Land       | Aantal |
| --- | ---------- | ------ |
| 1   | Brazilië   | 8      |
| 2   | Frankrijk  | 3      |
| 3   | Portugal   | 2      |
| 3   | Italië     | 2      |
| 5   | Argentinië | 1      |
| 5   | Duitsland  | 1      |
| 5   | Nederland  | 1      |
| 5   | Liberia    | 1      |

### Ranglijst winnaars naar club
| Nr. | Club                | Aantal | Jaar                                        |
| --- | ------------------- | ------ | ------------------------------------------- |
| 1   | FC Barcelona        | 7      | 1994, 1996*, 1997**, 1999, 2004, 2005, 2009 |
| 2   | Real Madrid         | 4      | 2001, 2002*, 2003, 2006*                    |
| 2   | Juventus            | 4      | 1998, 1992, 1995, 2007                      |
| 4   | AC Milan            | 3      | 1992, 1995*, 2007                           |
| 5   | Internazionale      | 3      | 1991, 1997*, 2002**                         |
| 6   | Manchester United   | 1      | 2008                                        |
| 6   | PSV                 | 1      | 1996**                                      |
| 6   | Paris Saint-Germain | 1      | 1995**                                      |

* De speler stond onder contract bij de club tijdens de tweede helft van het seizoen (De eerste helft van het kalenderjaar - januari tot mei)

** De speler stond onder contract bij de club tijdens de eerste helft van het seizoen (De tweede helft van het kalenderjaar - augustus tot december)

### Ranglijst winnaars naar continent
| Nr. | Continent    | Aantal |
| --- | ------------ | ------ |
| 1   | Zuid-Amerika | 9      |
| 1   | Europa       | 9      |
| 3   | Afrika       | 1      |

## Vrouwelijke winnaars

### Overzicht van de winnaars
| Jaar | Winnaar        | Land             |
| ---- | -------------- | ---------------- |
| 2001 | Mia Hamm       | Verenigde Staten |
| 2002 | Mia Hamm       | Verenigde Staten |
| 2003 | Birgit Prinz   | Duitsland        |
| 2004 | Birgit Prinz   | Duitsland        |
| 2005 | Birgit Prinz   | Duitsland        |
| 2006 | Marta          | Brazilië         |
| 2007 | Marta          | Brazilië         |
| 2008 | Marta          | Brazilië         |
| 2009 | Marta          | Brazilië         |
| 2010 | Marta          | Brazilië         |
| 2011 | Homare Sawa    | Japan            |
| 2012 | Abby Wambach   | Verenigde Staten |
| 2013 | Nadine Angerer | Duitsland        |
| 2014 | Nadine Keßler  | Duitsland        |
| 2015 | Carli Lloyd    | Verenigde Staten |
| 2016 | Carli Lloyd    | Verenigde Staten |
| 2017 | Lieke Martens  | Nederland        |
| 2018 | Marta          | Brazilië         |
| 2019 | Megan Rapinoe  | Verenigde Staten |

### Ranglijst winnaars
| Nr. | Winnaar      | Land             | Aantal |
| --- | ------------ | ---------------- | ------ |
| 1   | Marta        | Brazilië         | 6      |
| 2   | Birgit Prinz | Duitsland        | 3      |
| 3   | Mia Hamm     | Verenigde Staten | 2      |

### Ranglijst winnaars naar land
| Nr. | Land             | Aantal |
| --- | ---------------- | ------ |
| 1   | Brazilië         | 6      |
| 1   | Verenigde Staten | 6      |
| 3   | Duitsland        | 5      |
| 4   | Nederland        | 1      |
| 5   | Japan            | 1      |

### Ranglijst winnaars naar club
| Nr. | Club               | Aantal | Jaar             |
| --- | ------------------ | ------ | ---------------- |
| 1   | 1. FFC Frankfurt   | 3      | 2003, 2004, 2005 |
| 1   | Umeå IK            | 3      | 2006, 2007, 2008 |
| 3   | Washington Freedom | 2      | 2001, 2002       |
| 3   | Santos FC          | 2      | 2009, 2010       |